# Dan (Dänemark)
Dan ist der Name eines sagenhaften Dänen-Königs. Von ihm wird der Name „Dänemark“ abgeleitet.

## Mittelalterliche Chroniken

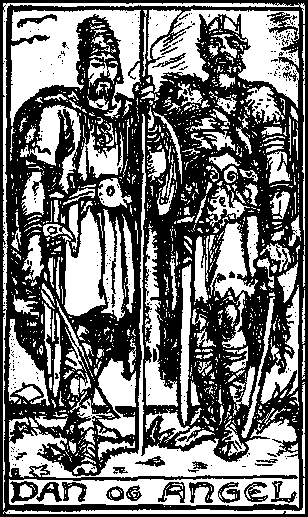
Dan und sein Bruder Angul (Gudmund Hentzes Illustration zu Saxo Grammaticus’ Gesta Danorum, erste Hälfte des 20. Jahrhunderts)

Dan wird in nordischen Chroniken und Sagas seit dem 12. Jahrhundert erwähnt. Die chronologischen und genealogischen Angaben über ihn sind so unterschiedlich, dass sie unmöglich auf eine reale historische Person zurückgehen können.
Die früheste Erwähnung fand Dan im Chronicon Lethrense, einer um 1170 verfassten kurzen lateinischen Chronik über die dänischen Sagenkönige. Dort ist er einer von drei Söhnen von Ypper, dem ersten König von Uppsala, und wird Herrscher von Seeland, Fünen und Schonen. Seine Lebenszeit wird auf die Regentschaft von Kaiser Augustus datiert.
Saxo Grammaticus nutzte kurz nach 1200 vermutlich diese Chronik als Quelle. Er sah Dan, den Sohn eines Humblus, als Urvater des dänischen Volks und Urheber der dänischen Monarchie an, von dem sich auch der Name Dänemark herleite. Laut Saxo kamen Dan und sein Bruder Angul, von denen er die Angeln ableitete, von außerhalb nach Dänemark, wo sie die Herrschaft übernahmen. Bei der Angabe von Herkunft und Vorfahren legte Saxo sich nicht fest. Dudo von Saint-Quentin, den er als eine Quelle nennt, leitete die Dänen von den Danaern ab. Als weitere Stammväter werden der biblische Dan oder wegen der lateinischen Bezeichnung für Dänemark, Dacia, die Dakier, ausgemacht. Dan selbst sei noch nicht König gewesen, aber sein Sohn Humblus/Humbling aus der Ehe mit einer Adligen namens Gytha wurde vom Thing zum König gewählt, aber später von seinem Bruder Lotherus vertrieben, der über seinen Sohn Skjöld der Stammvater des dänischen Königsgeschlechts der Skjöldinger wurde. Eine genaue Datierung von Dans Lebenszeit gab Saxo nicht an. Später führt er zwei weitere Könige des Namens auf: Dan II. als Sohn von Uffi / Offa und Dan III., der die Elbe überquerte und gegen die Sachsen kämpfte. Letzterer habe einen Enkel Frotho gehabt.
Laut der zur Lieder-Edda gehörenden isländischen Ballade Rígsþula, die wohl erst im 14. Jahrhundert niedergeschrieben wurde, war der in der Einleitung mit Heimdall identifizierte Gott Ríg Vater aller Stände. Das unvollständig erhaltene Lied erwähnt einen „Dan“, bricht aber ausgerechnet an dieser Stelle ab.
Die Skjoldungesaga, die auf diese Ballade zurückgeht, nennt Dan den Sohn des hier als mächtigen Herrscher beschriebenen Rig mit Dana, der Tochter des Danp von Danpsted. Er wurde Herrscher von Jütland und Schwager des bereits erwähnten Offa.
In Snorri Sturlusons Ynglingasaga von 1230 ist Dan mikilatta (= der Große / Stolze) als Sohn des Danp, der wiederum Sohn von Rig ist, genannt. Er ist der Bruder von Drott, der Ehefrau des schwedischen Königs Dyggvi. Dans Sohn war Frode Fredegod, der zwar auch bei Saxo erscheint, aber erst als Enkel von Dan III. mehrere Generationen später.

## Neuzeitliche Historiker
Die neuzeitliche Geschichtsschreibung seit dem Humanismus versuchte die widersprüchlichen Angaben zu vereinen. Es wurden auch diverse Lokalisierungen seines Grabes vorgenommen.
Johannes Magnus, der letzte katholische Erzbischof von Uppsala, zitierte in seiner 1554, zehn Jahre nach seinem Tod, veröffentlichten Historia de omnibus Gothorum Sueonumque regibus, der Geschichte aller gotischen und schwedischen Könige, eine vorgeblich alte Ballade über Erik, den angeblich ersten König von Gotland. Dieser habe im 3. Jahrhundert n. Chr. ein unkultiviertes Land namens Vetala besiedeln lassen. Zum Regenten sei Dan, der Sohn von Humli, eingesetzt worden, nach dem das Land Dänemark genannt worden sei.
Anders Sørensen Vedel, der als erster Saxo Grammaticus’ Gesta Danorum ins Dänische übersetzte, datierte Dans Lebenszeit in seinem Hundertliederbuch von 1591 dagegen auf etwa 700 n. Chr.
Ludwig Holberg teilte 1750 die Historiker danach ein, welcher „Hypothesis“ über den Beginn der dänischen Geschichte sie folgten: Das seien erstens die Nachfolger von Saxo Grammaticus, darunter Albert Krantz, die die dänische Geschichte mit Dan beginnen lassen; zweitens die Vertreter der von Johannes Magnus und Nicolaus Peträus aufgestellten Genealogie, die Dans Vorfahren bis zur Arche Noah zurückverfolgte; und drittens die Isländersagas, die die dänische Königsreihe erst viel später beginnen lassen. Letzterer folgte Holberg.
Auch Ludewig Albrecht Gebhardi lehnte die Volksetymologie von Saxo und in seiner Folge von den humanistischen Historikern ab. Er führte in seiner Geschichte der Königreiche Dänemark und Norwegen von 1770 aber „Dan den Prächtigen“ oder „Dan Mykilati“ als einen der vorchristlichen Könige auf, der von etwa 450 bis 470 regiert habe. In seine Zeit datiert er die Eroberung Britanniens durch die Angeln und Jüten. Dan soll auch die Sitte der Totenverbrennung aufgegeben und sich stattdessen als erster unverbrannt mit seinen Pferden und Schätzen in einem Hügelgrab haben beisetzen lassen. Dieses verortete Gebhardi bei dem „Hjesteberg“ bei Gammel Lejre. Dans Sohn sei Frotho III. gewesen.
Die Sage von König Dans Begräbnis entwickelte sich im 19. Jahrhundert weiter zu einer Bergentrückungssage als Parallele der deutschen Kyffhäusersage. Demnach schlafe König Dan umgeben von seinen Kriegern auf einem Thron sitzend in einer Erdhöhle unter einem Hügel bei Tönning, bis sein Volk seine Hilfe brauche. Eine andere Sage bezieht die auch Danhøjene genannten Grabhügel Tveebargen am Ochsenweg in der Nähe des Danewerks bei Schleswig auf Dan.